# Basch (plattdeutsch)
Basch ist die plattdeutsche Bezeichnung für derb, schroff oder forsch. Sie wird meist verwendet in der Beschreibung von Rüpelhaftigkeit. Auf Kleidung bezogen bedeutet sie so viel wie verwegen oder herausfordernd. Wenn eine Speise basch genannt wird, handelt es sich um etwas scharf Gewürztes. Ein bascher Käse schmeckt (sehr) streng.
Eine völlig andere Bedeutung bekommt der Begriff, wenn er auf junge Frauen bezogen wird, eine basche Deern ist ein hübsches Mädchen.
In Hamburg findet der Begriff die häufigste Verwendung im Zusammenhang mit dem Ausdruck Barmbek basch, der für die den Barmbekern zugeschriebene Rüpelhaftigkeit steht. In Anlehnung an diesen historischen Begriff hat sich ein in Barmbek-Süd im Januar 2010 eröffnetes Community Center
Barmbek°Basch genannt.